# Daesan-dong
Daesan-dong (koreanska: 대산동) är en stadsdel i staden Bucheon i provinsen Gyeonggi i den nordvästra delen av Sydkorea, 18 km väster om huvudstaden Seoul.